# Partida aplazada (ajedrez)

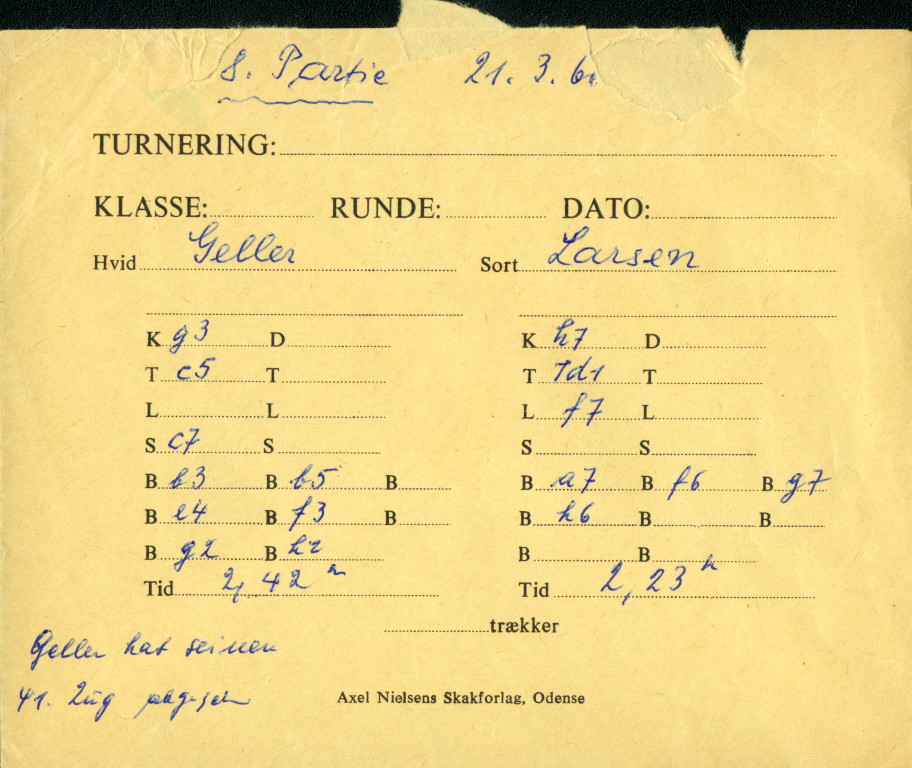

Si hay que aplazar una partida, el árbitro debe advertir al jugador que esté en juego que anote la jugada secreta, (si no lo hace la jugada que haga en el tablero se considera la jugada secreta y lo debe anotar como tal en la planilla), una vez escrita debe parar el reloj, mientras tanto que no pare el reloj puede cambiar la jugada secreta.
Si un jugador decide aplazar la partida antes del fin de la sesión, se cargará el tiempo restante a su reloj.
El oponente tiene que apuntar en el sobre:
1. Los nombres de los jugadores
2. La posición inmediatamente anterior a la jugada secreta
3. El tiempo empleado por cada jugador
4. El nombre del jugador que ha realizado la jugada secreta
5. El número de la jugada secreta
6. Si hay oferta de tablas
7. La fecha, hora y lugar para la reanudación de la partida

“El árbitro debe comprobar los datos y custodiar el sobre ”
A la hora de la reanudación:
1. Se abre el sobre solamente en presencia del jugador que tiene que responder a la jugada secreta.
2. Siempre se pone en marcha el reloj del jugador que tiene que responder a la jugada secreta.
3. Si no está presente el jugador que hizo la jugada secreta, su adversario tiene derecho a sellar su jugada en un nuevo sobre, que se abrirá cuando llegue el jugador ausente.
4. Si se pierde el sobre la partida continuará desde la posición anterior a la jugada secreta, y jugará la que declare ser la que selló, si no se sabe la posición, se jugará una partida nueva.
5. Si la jugada secreta no es legible perderá la partida a no ser que el rival no tenga material para dar mate.
6. Si la jugada secreta termina la partida no se tendrá en cuenta si el jugador incomparece.

- Datos: Q1241480